# Paralimna stirlingi
Paralimna stirlingi är en tvåvingeart som beskrevs av Malloch 1926. Paralimna stirlingi ingår i släktet Paralimna och familjen vattenflugor. Inga underarter finns listade i Catalogue of Life.